# Henri Vilbert
Henri Vilbert, właśc. Henri Miquely (ur. 6 kwietnia 1904 w Marsylii, zm. 20 kwietnia 1997) – francuski aktor filmowy i telewizyjny.

## Filmografia
Seriale
- 1956: La Famille Anodin
- 1971: Arsene Lupin jako Salvarini
- 1973: Moliere pour rire et pour pleurerjako jako Gospodarz Gely

Filmy
- 1932: Maquillage
- 1935: Express Paryż-Tulon
- 1949: Manon jako kapitan statku
- 1953: Pan Bóg bez spowiedzi jako Francois Dupont
- 1962: Diabelskie sztuczki jako Alexandre
- 1980: La Plume jako Ojciec Chabot

## Nagrody
Za rolę François Duponta w filmie Komunia bez spowiedzi (1953) został uhonorowany Pucharem Volpiego dla najlepszego aktora na 14. MFF w Wenecji.